# 引田駅
引田駅（ひけたえき）は、香川県東かがわ市引田にある四国旅客鉄道（JR四国）高徳線の駅である。駅番号はT10。駅表示パネルのコメントは「讃岐和三盆とひな祭りの駅」。

## 概要
大半の特急列車が停車する。高松方面から来る大半の普通列車はこの駅で折り返す。県境を跨ぐ板野駅 - 当駅間の途中駅である讃岐相生駅・阿波大宮駅の停車本数は1ケタ台である。

## 歴史
- 1928年（昭和3年）4月15日：鉄道省高徳線の駅として開業[2]。
- 1935年（昭和10年）３月20日：引田-板西（現在の板野）が開業し中間駅となる。
- 1972年（昭和47年）10月1日：貨物取扱廃止[2]。
- 1985年（昭和60年）3月14日：荷物扱い廃止[2]。
- 1987年（昭和62年）4月1日：国鉄分割民営化により四国旅客鉄道（JR四国）の駅となる[2]。
- 2000年（平成12年）：カフェ・ド・カンパーニュ開店。
- 2005年（平成17年）10月：駅舎の改修工事を実施。[要出典]
- 2022年（令和4年）3月12日:この日より終日無人駅となる[3]。
- 2023年（令和5年）6月30日：カフェ・ド・カンパーニュ閉店。
- 2024年（令和6年）9月：建替に向けて駅舎が解体される[4]。
- 2025年（令和7年）3月28日：新駅舎供用開始[5]。

## 駅構造
高松駅管理の無人駅である。以前は直営駅だった。ホームは相対式、島式2面3線で1番のりばが一線スルーになっている。留置線が1線敷設されている。
以前はJR四国経営の喜多方ラーメン麺小町引田店・キヨスクが駅舎内で営業していた。これらが閉店した後は喫茶店（カフェ・ド・カンパーニュ）が営業していたが、老朽化を理由に駅舎を建て替えることにしたJR四国の意向を受けた東かがわ市から退去を求められ、2023年6月末に閉店した。
なお、トイレ（汲み取り式）は駅舎の西側に設置されていたが、2025年3月28日新駅舎供用開始に伴い、東かがわ市の公衆トイレ（男性用、女性用、多目的）が新駅舎内東側に併設された。
2024年7月25日、東かがわ市とJR四国で高徳線引田駅待合所・公衆トイレ整備に関する協定が締結され、東かがわ市が公衆トイレや屋根等の整備、JR四国が現駅舎とトイレの撤去、待合所等の整備を行うことになった。同年9月に従来の駅舎は解体された。
2025年3月28日、東かがわ市長とJR四国社長が出席して完成式が行われ、その後駅舎が供用開始された。
| のりば  | 路線    | 方向 | 行先                   |
| ------- | ------- | ---- | ---------------------- |
| 1・3    | ■高徳線 | 下り | 板野・池谷・徳島方面   |
| 1・2・3 | ■高徳線 | 上り | 三本松・志度・高松方面 |

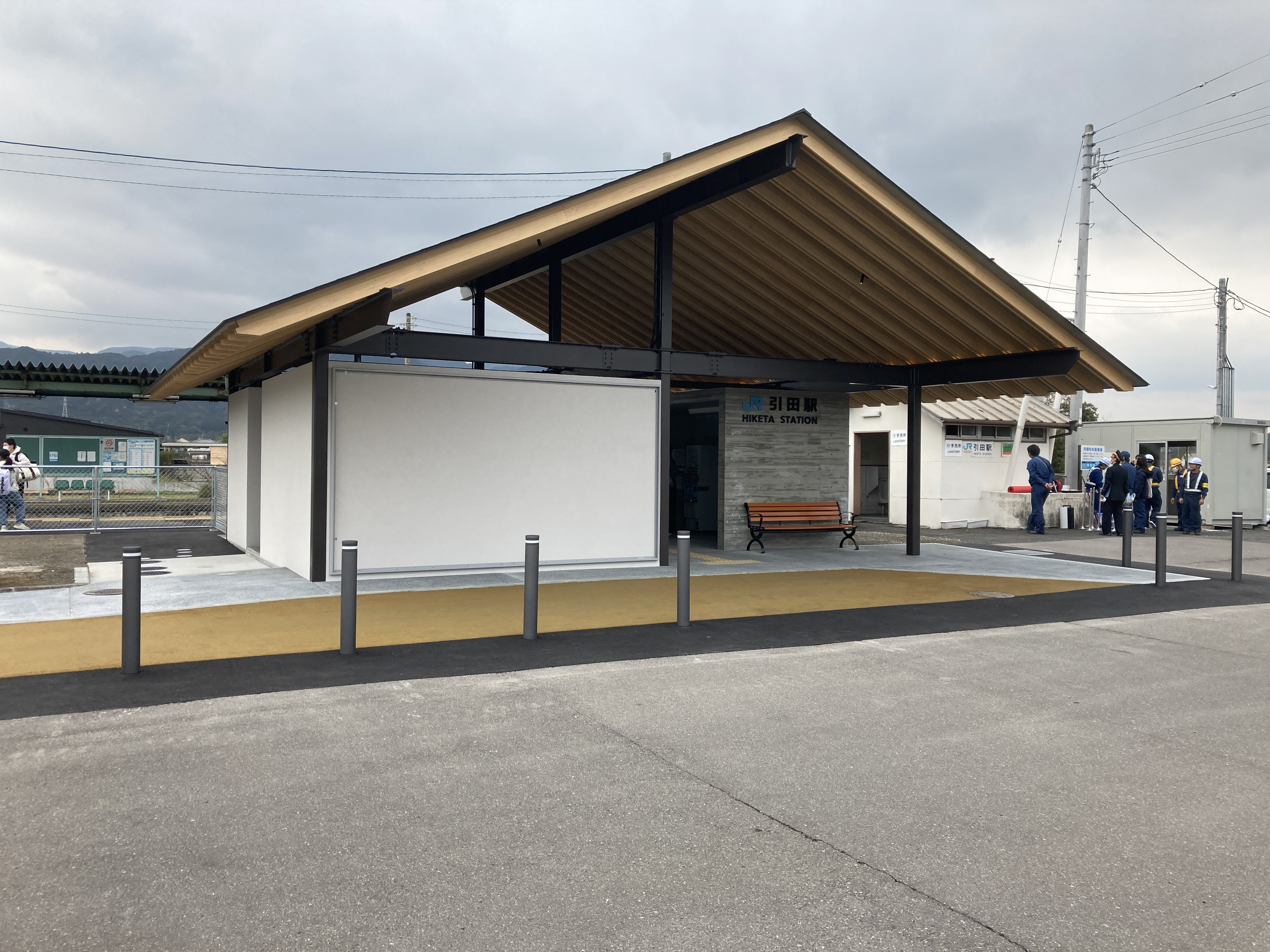
新駅舎東側
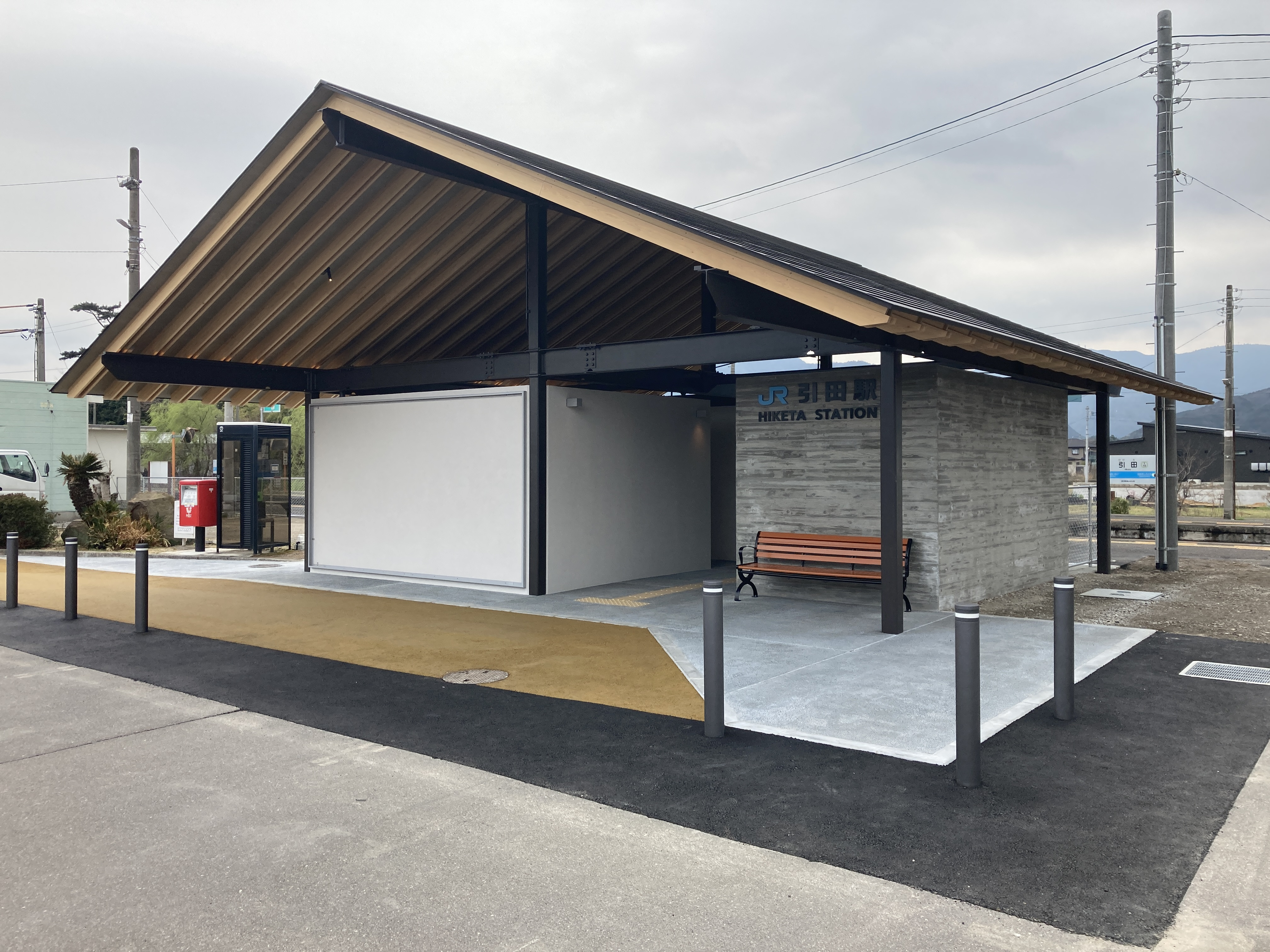
新駅舎西側
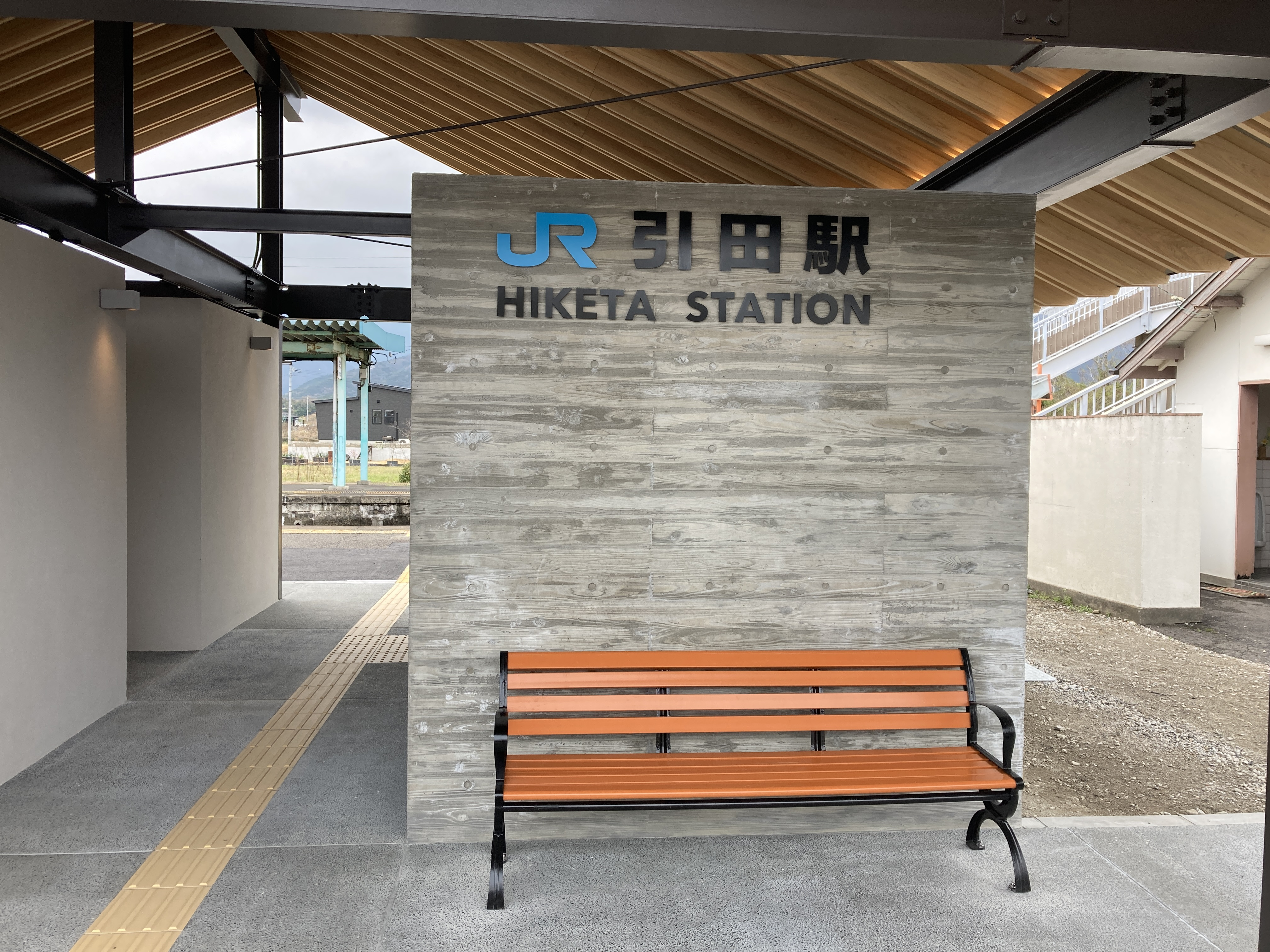
新駅舎の駅名標
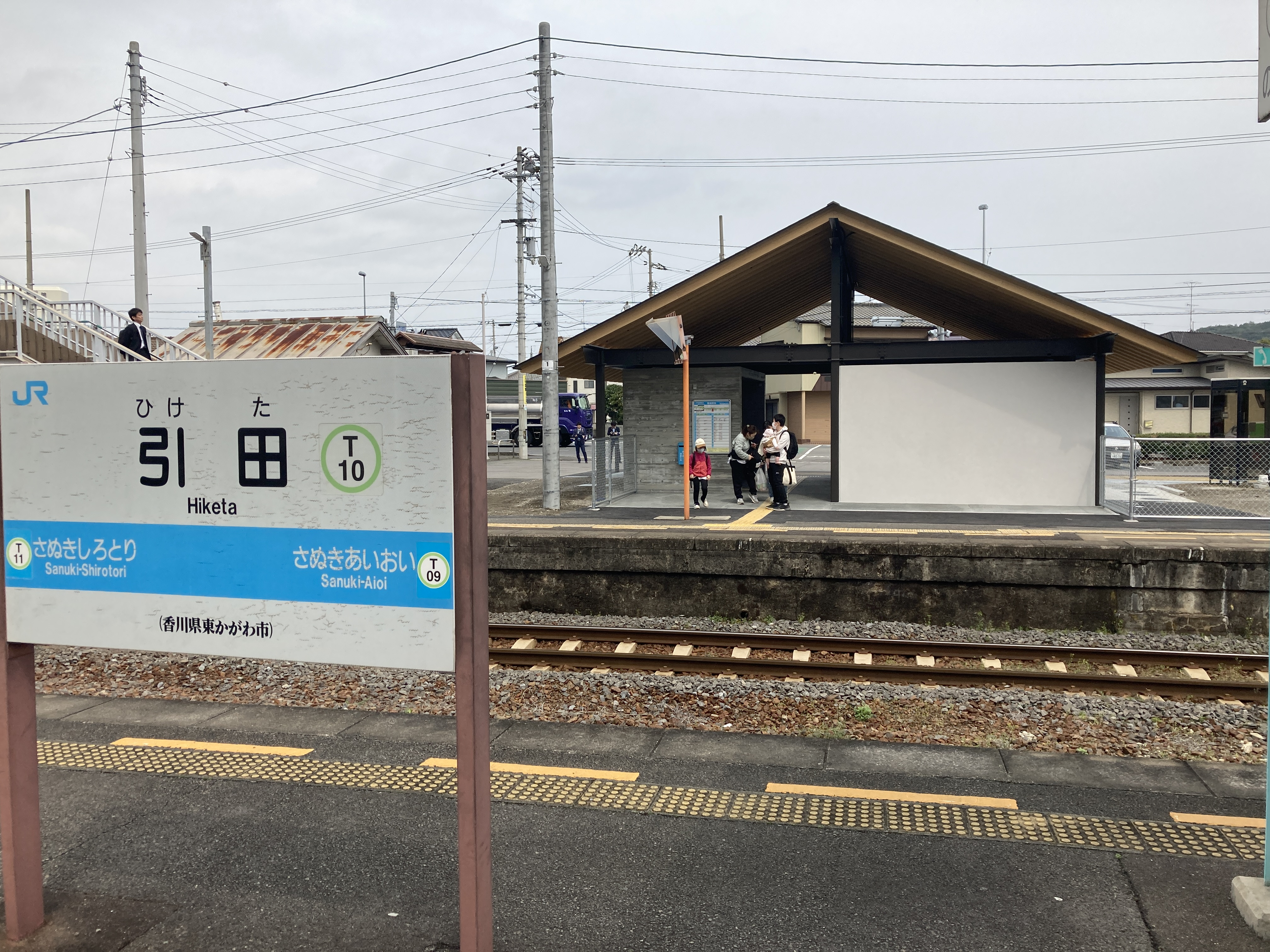
ホーム側から見た新駅舎
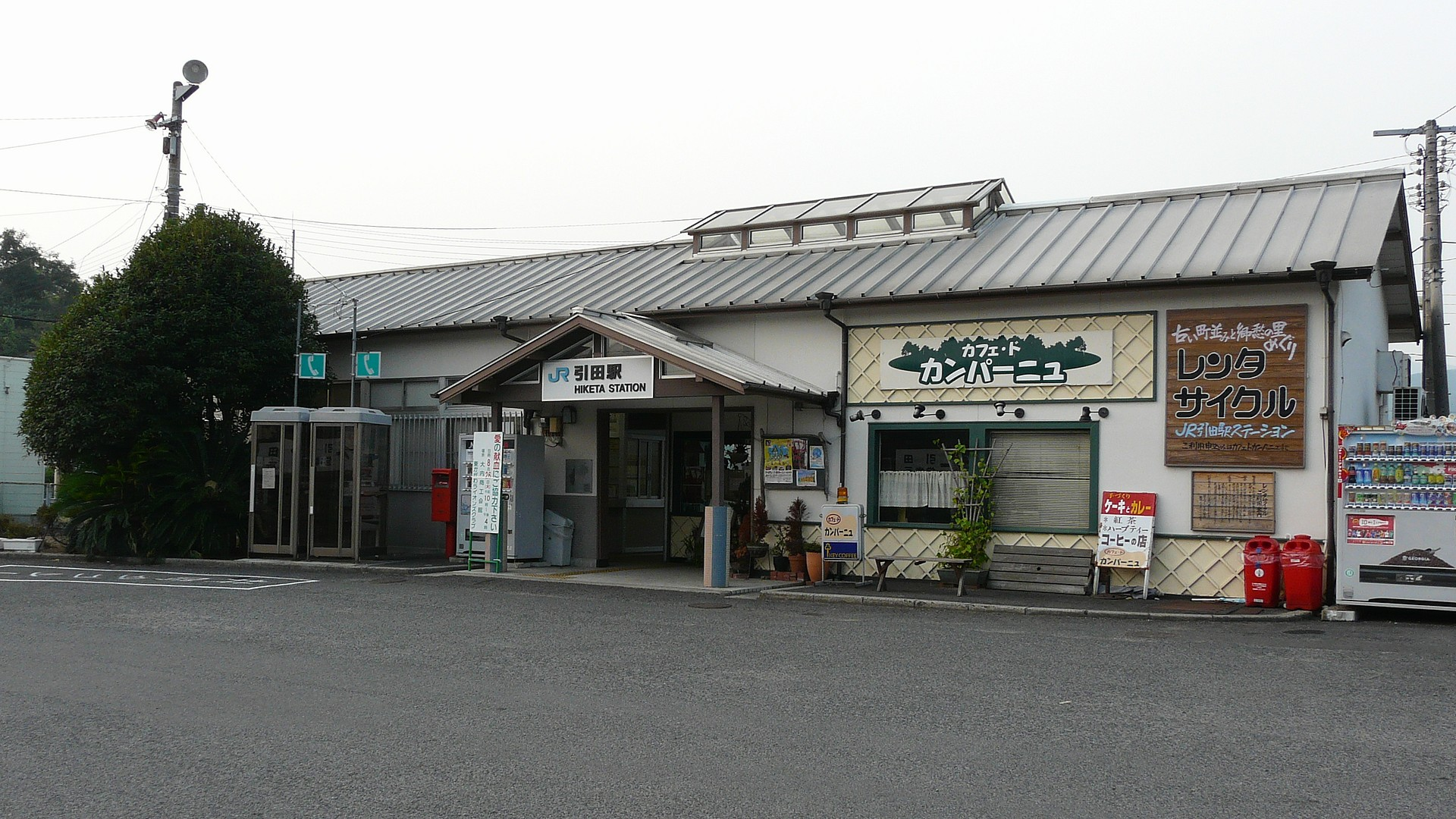
旧駅舎（2022年8月）
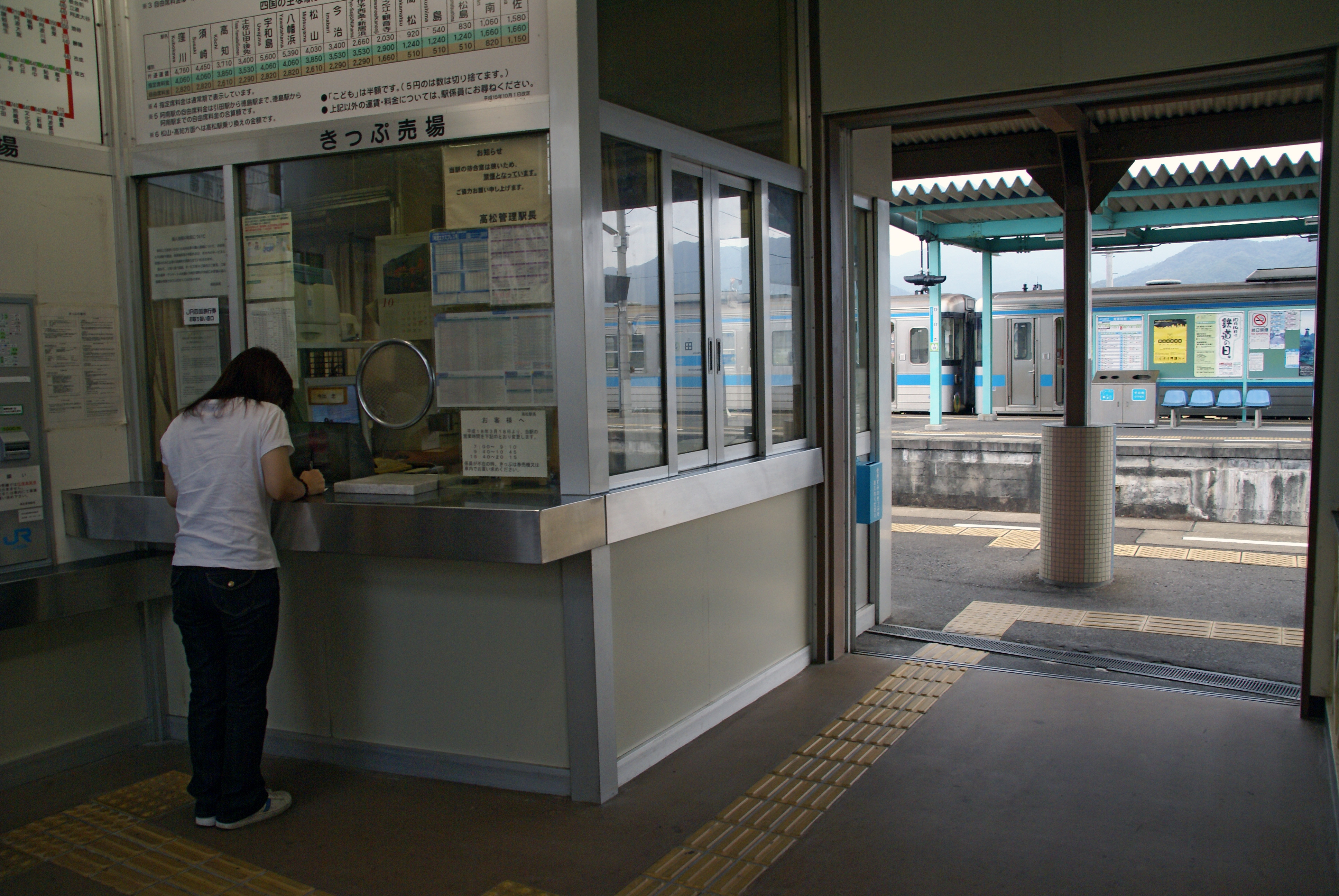
旧駅舎の窓口・改札口（2007年10月）
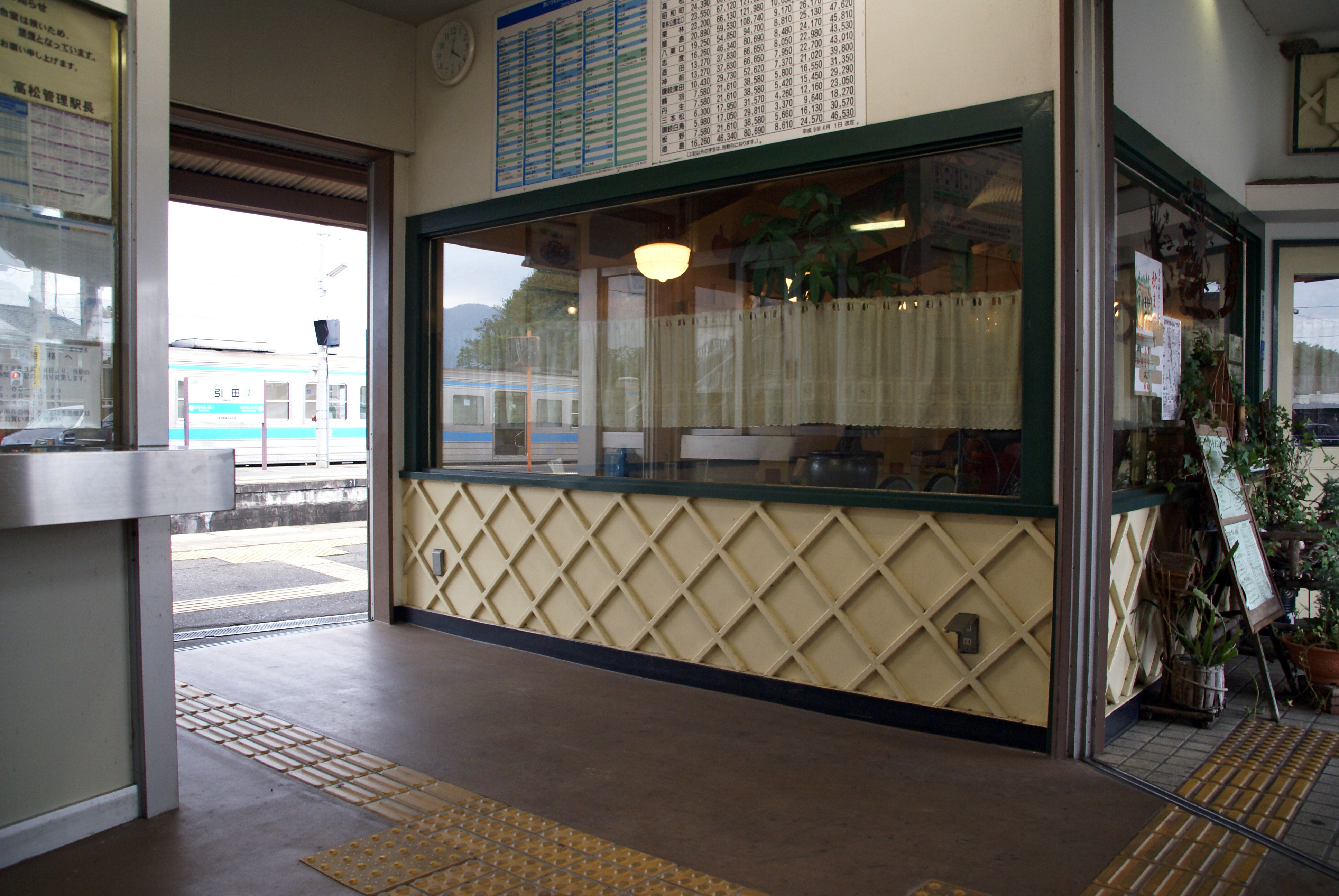
旧駅舎の窓口向かいにあった喫茶店（2007年10月）
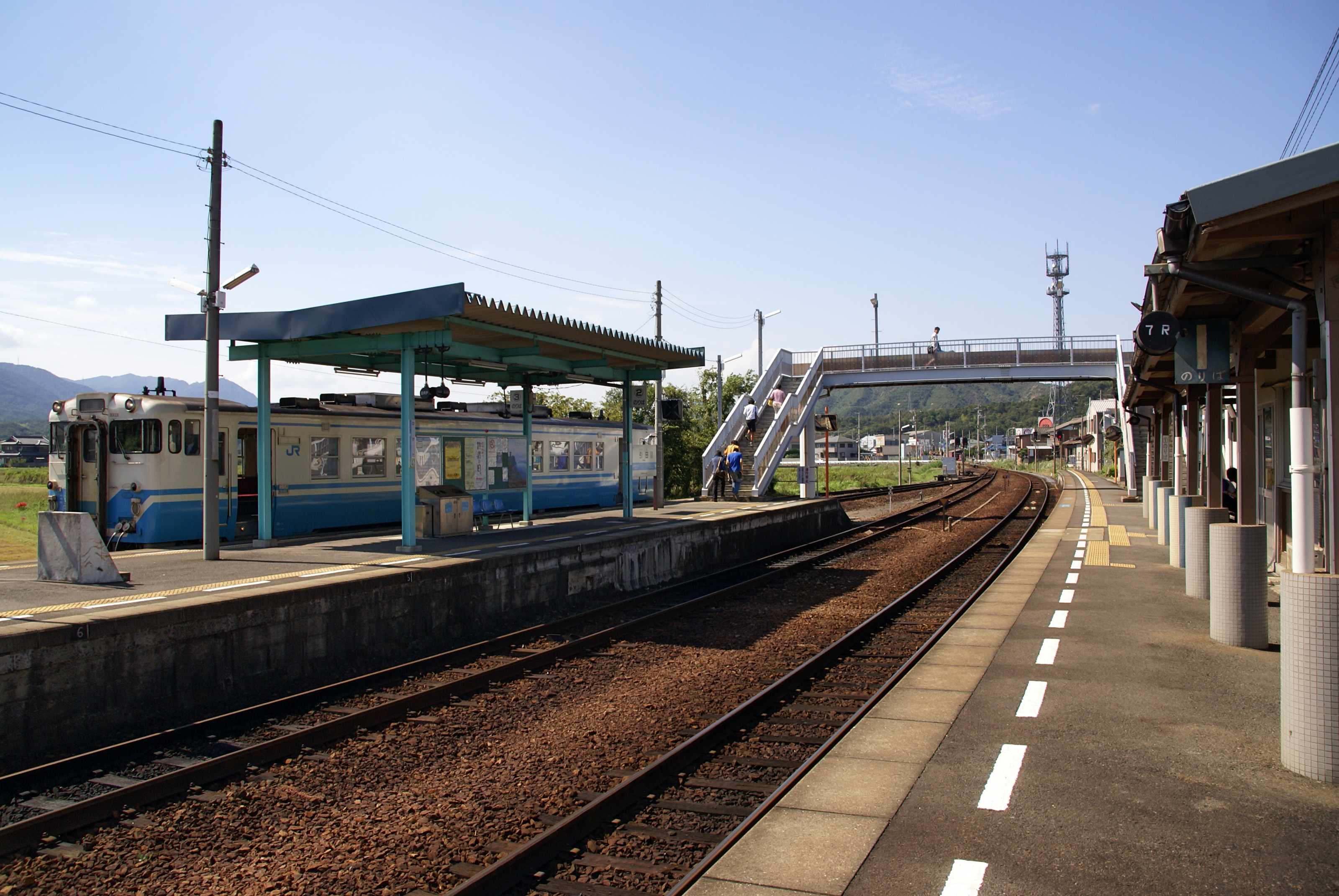
ホーム（2007年10月、1番のりばより）
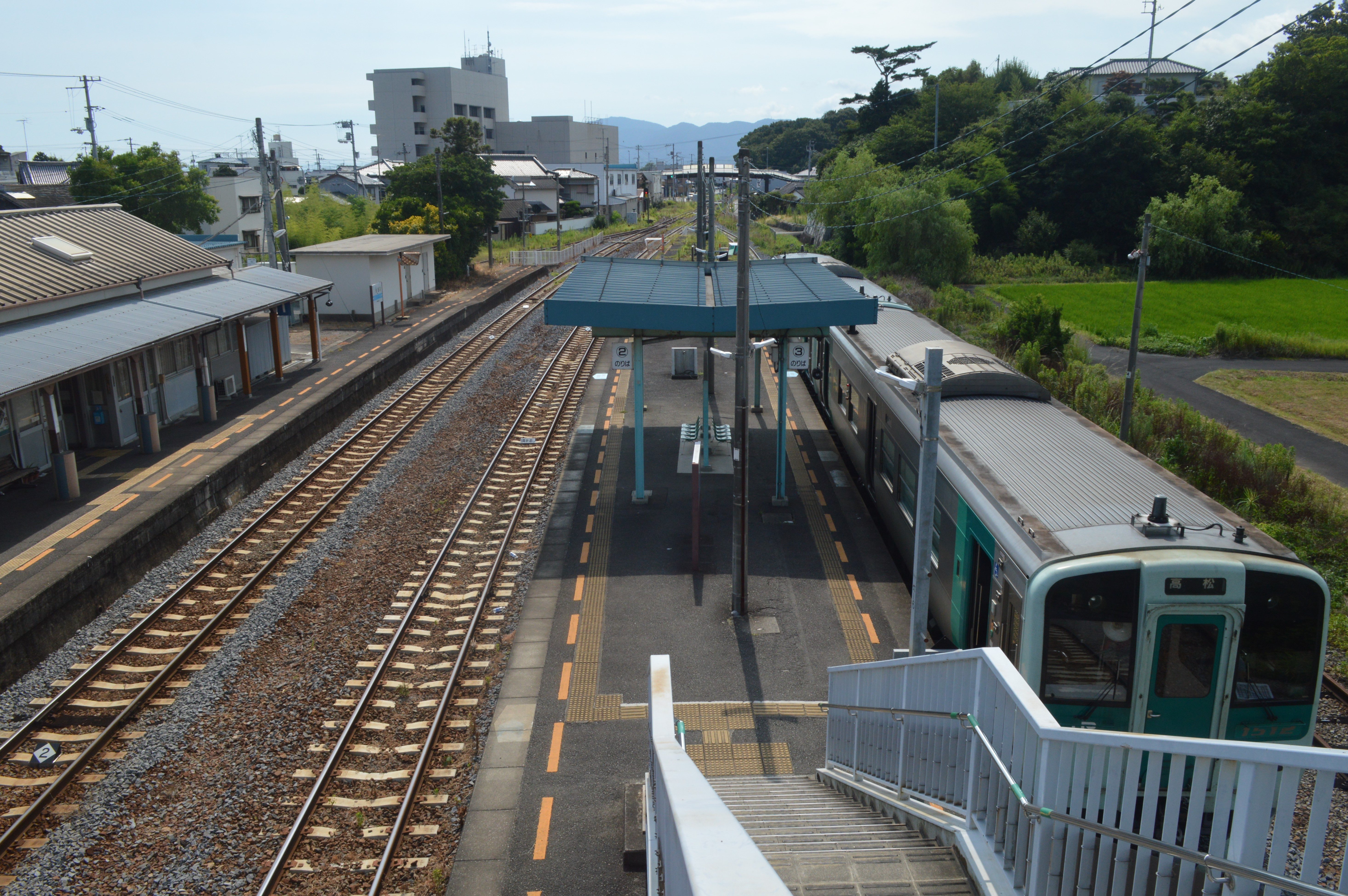
ホーム（2022年8月、跨線橋より）

## 利用状況
1日平均の乗車人員は以下の通り。
| 乗車人員推移 | 乗車人員推移 |
| 年度         | 1日平均人数  |
| ------------ | ------------ |
| 2008         | 320          |
| 2009         | 310          |
| 2010         | 305          |
| 2011         | 296          |
| 2012         | 271          |
| 2013         | 269          |
| 2014         | 257          |

## 駅周辺
駅構内には、市営無料駐輪場、JR四国の車deトレイン用駐車場（3台）、月極契約駐車場（4台）、1日貸し駐車場、接骨院があり、駅周辺には東讃共同タクシーのタクシー待機所、徳島バスの「引田駅前」停留所（2013年4月1日より鳴門市営バスより経営移管）・大川バスの車庫兼停留所、うどん屋、クリーニング店、焼鳥屋、スナック等がある。また国道11号沿いにあり、引田地区内では比較的賑やかな所である。
- 引田の街並み
  - かめびし屋、讃州井筒屋敷、山本家住宅、松村家住宅、泉家住宅、長崎家住宅、日下家住宅、旧引田郵便局（風の港館）、誉田八幡神社
- 引田港
- ばいこう堂本店 - 和三盆
- 東かがわ市引田庁舎
- 東かがわ市引田保健センター
- 東かがわ警察署引田交番
- 東かがわ市立小海保育園
- 東かがわ市立引田幼稚園
- 東かがわ市立引田小学校
- 東かがわ市立引田中学校
- 引田愛育園
- 日本郵便引田郵便局
- 百十四銀行引田クイックスクエア - 旧引田支店。2020年7月3日（営業最終日）をもって白鳥支店にブランチインブランチ、同月6日からは個人客の入出金・税金等の収納などに窓口業務を絞った「引田クイックスクエア」となった。
- 香川県農業協同組合（JA香川県）引田支店
- 安戸池（マーレリッコ、ワーサン、野網和三郎銅像がある）
- 田ノ浦海水浴場
- 大池オートキャンプ場
- 城山
- 翼山
- 翼山温泉
- 東かがわ市歴史民俗資料館
- 国道11号
- 香川県道122号津田引田線

## 接続交通機関

### 路線バス
国道11号沿いに「引田」と「引田駅前」の各停留所がある。停留所名は事業者によって異なるため、事業者ごとに解説する。
- 大川バス
  - 「引田」停留所 - 高松駅へ向かうバスを運行するが、区間運転の便も混在する。

- 徳島バス
  - 「引田駅前」停留所 - 引田線が当停留所を経由する。鳴門駅前と翼山温泉へ向かうバスを運行する。

※もともとは鳴門市営バスの路線だったが2012年12月13日の徳島新聞の報道で、2013年3月31日をもって市営バス事業から撤退し、移譲先は徳島バスとすることが発表された。徳島バスは同年4月1日から運行を開始した。

### 高速バス（廃止）
- 高徳特急バス（廃止）
  - 2001年3月に高松自動車道高松中央IC - 板野IC間が開通するまで、JR高松駅 - 徳島駅間を、国道11号・JR鳴門駅前経由で結んでいた。大川バス、徳島バス、コトデンバスの共同運行だった（コトデンバスは1998年頃撤退）。引田駅前には、「高徳特急引田停留所」が置かれ、高松駅、徳島駅へどちらも1時間程で結んでいた。2001年3月に高速道路開通と共に廃止され、徳島駅 - 高松駅間を高速道路経由で走行する「高徳エクスプレス」が誕生したが、同時に引田駅前の停留所は廃止され、引田インターチェンジ上に設置された引田BSへの停車となった（※2022年現在は高徳エクスプレスにおける引田BSへの停車も取り止められているため、当駅における高速バスとの接続が出来る状況ではない）。

### タクシー
- 東讃共同タクシー引田営業所

## 特急の停車
特急「うずしお」は、上り列車１本を除く、上下列車合わせて1日31本（2025年3月15日現在）が停車する。
引田は香川県の東端に位置し、県庁所在地の高松からは高徳線の距離で約45km離れている。このため、普通列車を利用する場合よりも高松までの所要時間を30分程度短縮出来る。また徳島方面では特急列車の本数は普通列車（2025年3月15日現在普通列車６本・特急列車17本）の約３倍である。2月末から3月3日までの引田ひなまつり期間中は臨時停車する列車がある。
国鉄時代には急行「阿波」「むろと」が停車していたが、その本数は少なく、1日6本（1971年3月）であった。

## 隣の駅
四国旅客鉄道（JR四国）
■高徳線
- 特急「うずしお」一部停車駅

■普通
讃岐白鳥駅 (T11) - 引田駅 (T10) - 讃岐相生駅 (T09)